# مايكل باور
مايكل باور (بالألمانية: Michael Baur)‏ (مواليد 16 أبريل 1969) هو لاعب كرة قدم. يلعب مع منتخب النمسا لكرة القدم منذ عام 1990.

## وصلات خارجية
- مايكل باور على موقع الاتحاد الدولي (مؤرشف)  (الإنجليزية)
- مايكل باور على موقع رابطة كرة القدم اليابانية للمحترفين (اليابانية)
- مايكل باور على موقع قاعدة بيانات كرة القدم.إي يو (الإنجليزية)
- مايكل باور على موقع ناشيونال فوتبول تيمز (الإنجليزية)
- مايكل باور على موقع Soccerway.com (الإنجليزية)
- مايكل باور على موقع عالم كرة القدم.نت (الإنجليزية)
- مايكل باور على موقع كووورة
- National Football Teams